# Бертран де Бланфор
Бертран де Бланшфор (фр. Bertrand de Blanchefort, 1109? — 2 січня 1169) — великий магістр ордену Храму з кінця 1156 по 1169.
Бертран де Бланшфор — молодший син сеньйора Годфруа де Бланшфор з Гієні (Godefroy de Blanchefort) народився бл. 1109 р. Документи згадують його як великого магістра ордену через кілька днів після смерті Андре де Монбар, що дозволяє припустити, що його обрання було заздалегідь підготовлено Генеральним Капітулом ордену. Вперше як магістр згадується 2 листопада 1156 року, коли він поставив свій підпис під мирним договором між королем Балдуїном III і пізанцями.
1158 року разом із 87 братами і 300 світськими лицарями потрапив у засідку, влаштовану сарацинами біля переправи через Йордан, і опинився в полоні.